# سیارک ۷۳۹۳
سیارک ۷۳۹۳ (به انگلیسی: 7393 Luginbuhl، نامگذاری:1984SL3) هفت هزار و سیصد و نود و سومین سیارک کشف شده‌است که در ۲۸ سپتامبر ۱۹۸۴ کشف شد.
قدر مطلق سیارک برابر ۱۲٫۹۰ است.